# Новак, Вилли
Вилли Новак, Вилем Новак (чеш. Willi Nowak, также Vilém Nowák; 3 октября 1886, Мнишек-под-Брди — 20 октября 1977, Прага) — чешский живописец и график.

## Биография
Вилли Новак изучал рисование в пражской Академии художеств в мастерской Франтишека Тиле (в 1903—1906 годах). Участник выставок художественной группы «Восемь» в 1907 и в 1908 годах. Член Общества художников Манеса. В начальный свой период творчества В. Новак писал полотна в экспрессионистском стиле, позднее перешёл к неоклассицизму. В 1929—1939 годах он — профессор Академии художеств в Праге. Был одним из основателей Высшей школы художественного мастерства в Братиславе. Неоднократно совершал рабочие поездки в Вену, Мюнхен и Берлин.